# Coleman Young
Coleman Alexander Young (Tuscaloosa, 24 de mayo de 1918-Detroit, 29 de noviembre de 1997) fue un político estadounidense que de 1974 a 1994 se desempeñó como alcalde de Detroit, la ciudad más importante de Míchigan (Estados Unidos). Young fue el primer alcalde afroamericano de Detroit.
Young surgió de la izquierda en Detroit, pero tras de su elección como alcalde llamó a una tregua ideológica y obtuvo el apoyo de los líderes empresariales de la ciudad. Bajo su mandato se construyó el Joe Louis Arena y el Detroit People Mover. Ayudó a General Motors a construir su nueva planta "Poletown " en el sitio de la antigua planta Dodge Main en la ciudad de Hamtramck. Algunos opositores dijeron que usó dinero de los vecindarios para rehabilitar el Distrito Financiero en el Downtown, pero dijo que "no había otras opciones".
En 1981, Young recibió la Medalla Spingarn por logros de la National Association for the Advancement of Colored People (NAACP).

## Primeros años y educación
Young nació en Tuscaloosa hijo de William Coleman Young, tintorería, e Ida Reese Jones. Su familia se mudó en 1923 a Detroit, como parte de la Gran Migración del Sur a ciudades industriales que ofrecían más oportunidades. Allí, Young se graduó de Eastern High School en 1935. Se convirtió en miembro de United Auto Workers (UAW) y trabajó para Ford Motor Company. Más tarde, Young trabajó para el Departamento de Correos. 
Durante la Segunda Guerra Mundial, Young sirvió en el 477.º Grupo de Bombarderos Medio (los renombrados aviadores de Tuskegee ) de las Fuerzas Aéreas del Ejército de Estados Unidos como segundo teniente, bombardero y navegante. Como teniente en la 477°, Young jugó un papel en el motín de Freeman Field en 1945. Unos 162 agentes afroamericanos fueron arrestados por resistirse a la segregación en una base cerca de la ciudad de Seymour.
En la década de 1940, Young fue etiquetado como un compañero de viaje del Partido Comunista por pertenecer a grupos cuyos miembros también pertenecían al Partido, y según algunas fuentes fue uno de sus miembros. La participación de Young en organizaciones orientadas a los trabajadores, incluido el Partido Progresista, el United Auto Workers y el National Negro Labor Council, lo convirtió en un objetivo de los investigadores anticomunistas, incluidos el FBI y el Comité de Actividades Antiestadounidenses. Protestó por la segregación en el Ejército y la discriminación racial en el UAW. En 1948, Young apoyó al candidato presidencial del Partido Progresista Henry A. Wallace.

En 1952, Young sorprendió a los observadores cuando se presentó ante el Comité de Actividades Antiamericanas (HUAC) de la Cámara de la era McCarthy y desafió a los congresistas. Hizo réplicas sarcásticas y citó repetidamente la Quinta Enmienda, negándose a responder si era o no miembro del Partido Comunista. El encuentro se produjo en una audiencia formal muy publicitada en Detroit. La actuación de Young lo convirtió en un héroe en la creciente comunidad negra de Detroit. A la declaración de un miembro del comité de que parecía reacio a luchar contra el comunismo, Coleman dijo:
"No estoy aquí para luchar en ninguna actividad antiestadounidense, porque considero que la negación del derecho al voto a un gran número de personas en todo el Sur es antiestadounidense". Al congresista de HUAC de Georgia, dijo: "Sucede que sé que en Georgia, a los negros se les impide votar en virtud del terror, la intimidación y los linchamientos. Es mi opinión que no estarías en el Congreso hoy si no fuera por las restricciones legales al voto por parte de mi pueblo".
Le dijo a otro congresista de HUAC:
"Congresista, ni yo ni ninguno de mis amigos estábamos en esta planta el otro día blandiendo una cuerda en la cara de John Cherveny, un joven organizador sindical y trabajador de una fábrica que fue amenazado con violencia reiterada después de que miembros del HUAC alegaran que podría ser un comunista, les puedo asegurar que no he tenido parte en el ahorcamiento o bombardeo de negros en el sur. No he sido responsable de despedir a una persona de su trabajo por lo que creo que son sus creencias, o lo que alguien piensa él cree, y cosas por el estilo. Esa es la histeria que ha sido barrida por este comité".

## Carrera política
Young construyó su base política en Detroit en el East Side en las décadas de 1940 y 1950, que se había convertido en un centro de la comunidad afroamericana. En 1960, fue elegido delegado para ayudar a redactar una Constitución de Míchigan.
En 1964, Young ganó las elecciones al Senado de Míchigan. Su legislación más significativa fue una ley que requería el arbitraje en disputas entre sindicatos del sector público y municipios. Durante su carrera en el Senado, también señaló las desigualdades en la financiación del estado de Míchigan, "gastando 20 millones de dólares en el servicio de autobuses rurales y un cero gordo por lo mismo en Detroit".

## Mandatos como alcalde

### Campaña de 1973
Coleman Young decidió postularse para alcalde de Detroit en 1973. Al frente de su campaña, buscó abordar la creciente violencia policial que sufren los residentes negros en la ciudad. En 1972, la población negra en Detroit era solo un poco menos del 50 %, pero estaba patrullada de manera desproporcionada por un departamento de policía blanco. Específicamente, Young notificó al comisionado de policía John Nichols que la unidad de señuelos de la policía, Stop the Robberies and Enjoy Safe Streets (STRESS), era un problema importante de la ciudad con carga racial. Los oficiales desplegados bajo STRESS habían sido acusados de matar a 22 personas y arrestar a cientos sin causa durante sus dos años y medio de funcionamiento. En su campaña, Young citó “uno de los problemas es que la policía dirige la ciudad… El STRESS es responsable de la explosiva polarización que existe ahora; STRESS es un escuadrón de ejecución en lugar de un escuadrón de ejecución. Como alcalde me libraré del STRESS”. La policía respondió respaldando a John Nichols, el comisionado de policía que se postulaba para alcalde contra Coleman Young.
A lo largo de la campaña, Young tuvo una ventaja sobre Nichols debido a la creciente base de población negra y debido a su amplia experiencia política en la política local, estatal y nacional. En oposición, Nichols aprovechó el miedo blanco al crimen negro en la calle para avanzar en su campaña. Nichols representó una tendencia nacional de mayor poder policial y brutalidad en las ciudades posteriores a los disturbios y, por lo tanto, en opinión de Young, tuvo que ser derrotado. Si bien ninguno de los candidatos habló abiertamente sobre la raza, después del hecho, Young admitió que en 1973, "la carrera se trataba de la raza". Ambos candidatos a alcalde eran conscientes de las altas tensiones raciales en la ciudad, pero ambos intentaron atraer a todos los grupos.
En noviembre de 1973, Young derrotó por estrecho margen al ex comisionado de policía John Nichols para la alcaldía, convirtiéndose en el primer alcalde negro de Detroit. Su elección representó un importante punto de inflexión en la historia política y racial de la ciudad. En su discurso inaugural, el alcalde Young afirmó que “el primer problema que debemos enfrentar como ciudadanos de esta gran ciudad, el primer hecho que debemos mirar directamente a los ojos, es que esta ciudad lleva demasiado tiempo polarizada”. Afirmó que “ya no podemos permitirnos el lujo del odio y la división racial. Lo que es bueno para los negros de esta ciudad es bueno para los blancos de esta ciudad. Lo que es bueno para los ricos de esta ciudad es bueno para los pobres de esta ciudad. Lo que es bueno para los que vivimos en los suburbios es bueno para los que vivimos en el centro de la ciudad ”. Al ganar por un margen tan pequeño en una ciudad racialmente polarizada, Young sabía la carga que tendría que asumir como alcalde. 

### Alcalde

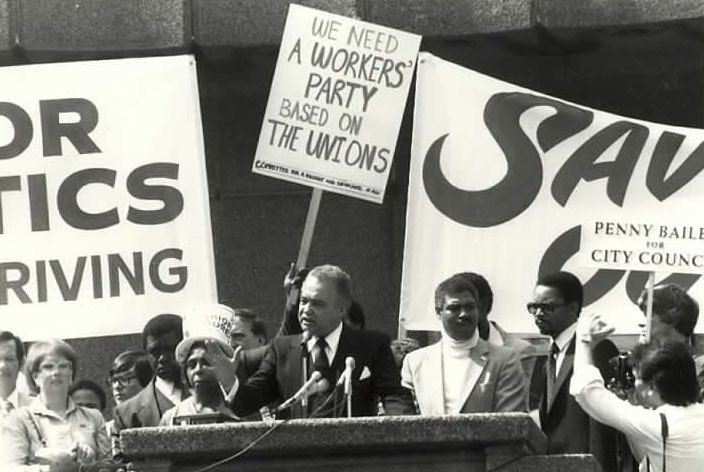
Coleman Young en 1981

Young sirvió cinco términos como alcalde de Detroit de 1974 a 1994. Young ganó la reelección por amplios márgenes en noviembre de 1977, noviembre de 1981, noviembre de 1985 y noviembre de 1989, por un total de 20 años como alcalde, basado principalmente en votos negros.

#### Primer mandato (1974-1978)
Como alcalde durante su primer mandato, Young disolvió rápidamente la unidad STRESS, comenzó los esfuerzos para integrar el departamento de policía y aumentó las patrullas en los vecindarios de alta criminalidad utilizando un enfoque de policía comunitaria. El efecto de Young en la integración del Departamento de Policía de Detroit fue exitoso; la proporción de negros aumentó a más del 50 % en 1993 desde menos del 10 % en 1974 y se ha mantenido aproximadamente en ese nivel. A ambas acciones se les atribuyó la reducción del número de denuncias por brutalidad contra la policía de la ciudad a 825 en 1982 de 2,323 en 1975
Cuando se le preguntó en una entrevista sobre los puntos altos y bajos de su primer mandato, Young respondió que evitar el alboroto al que se enfrentó después del tiroteo del adolescente negro fue un alto. Afirmó que “encontramos un departamento de policía, que había sido culpable de excesos en el pasado, siendo profesional y, incluso bajo provocación, no disparaba un solo tiro. También encontramos líderes, blancos y negros que tuvieron el coraje de salir frente a ciudadanos enojados y ayudar a mantener la paz ”. En contraste, su mayor desafío fue el hecho de que Detroit había estado en una depresión durante los dos años y medio que había estado en el cargo. Afirmó que “la mayor parte [de su] tiempo se ha dedicado a apagar incendios en lugar de seguir adelante con los planes para la ciudad”, algo que esperaba abordar en su segundo mandato.

#### Segundo mandato (1978-1982)
En 1978, el alcalde Young ganó su segundo mandato como alcalde y planeó ejecutar muchas promesas de campaña incumplidas desde su primer mandato. Al frente de su agenda, Young quería asegurar iniciativas de discriminación positiva para transformar positivamente la composición racial de los departamentos de la ciudad, particularmente el departamento de policía. Young abordó el tema de la discriminación positiva de frente y dio la bienvenida a la NAACP a Detroit con las palabras, "bienvenido a Detroit, la Ciudad de la discriminación positiva... No puedo pensar en ningún tema reciente que sea más importante para el futuro de las minorías y las mujeres". y todo el pueblo estadounidense que el tema de la discriminación positiva ”(Young, 1978). 
Sus esfuerzos por la discriminación positiva se estancaron en 1981, cuando una crisis presupuestaria obligó a los votantes de Detroit a aprobar un aumento del impuesto sobre la renta y a los funcionarios de la ciudad a vender 125 millones de dólares en bonos de emergencia. Young tuvo que convencer a los votantes de Detroit de que confiaran en sus planes para salvar a la ciudad de la bancarrota, y tuvo que convencer a la legislatura estatal y a los trabajadores municipales de que aceptaran una congelación salarial de dos años. Además, el desempleo de los negros en la ciudad se mantuvo en el 25 %, todos los problemas que Young intentó abordar durante su tercer mandato.

#### Tercer mandato (1982-1986)
El tercer mandato de Young como alcalde se centró en gran medida en las fuerzas del racismo, tanto encubiertas como abiertas, que dividían la ciudad y los suburbios. Ser alcalde de una ciudad predominantemente negra rodeada de suburbios predominantemente blancos significó que Young lidió con una brecha ineludible entre los dos. En 1984, Young declaró que el racismo estaba "en su punto más alto" (Young, 1984). Young entendió la necesidad de cooperación entre las ciudades y los suburbios como algo esencial para el crecimiento regional; los dos necesitaban trabajar juntos. Young intentó resolver esta división atrayendo más puestos de trabajo en la ciudad para una asociación más sólida.

#### Cuarto mandato (1986-1990)
Durante su cuarto mandato, Young continuó trabajando para mejorar las relaciones raciales de la ciudad y los estándares del vecindario. Trabajó en muchos proyectos exitosos para construir más de 1800 unidades de apartamentos en la ciudad, con “50 % de negros y 50 % de blancos, la mitad de Detroit y la otra mitad de fuera”. Buscó que estos proyectos impulsaran la integración económica y racial en la ciudad.
Young luchó con la severa caída de la población de Detroit; a través de su alcaldía, Detroit sufrió una pérdida de 800.000 personas. Young atribuyó esta caída del 40 % en la población al deterioro de los vecindarios que rápidamente se esforzó por superar. En lugar de agonizar por el tema, Young ideó formas de corregir algunos de los desequilibrios entre la tierra y la gente. Reurbanizó muchos vecindarios en toda la ciudad para revitalizar el paisaje de Detroit. En respuesta a estos grandes proyectos de construcción, hubo oposición entre los activistas vecinales. Esta oposición se manifestó típicamente en un riguroso debate presupuestario más que en serios desafíos electorales contra Young. La mayor parte del tiempo, Young prevaleció sobre esta oposición, buscando trabajo y estímulo económico como una forma de ayudar a reconstruir los vecindarios de Detroit.

#### Quinto mandato
El quinto y último mandato del alcalde Young se caracterizó en gran medida porque la policía golpeó la muerte de Malice Green el 5 de noviembre de 1992. Un periodista de los diariosDetroit News y Free Press expresó el efecto de este evento en la alcaldía de Young: “La base sobre la cual el alcalde Coleman Young construyó su carrera y su administración fue sacudida el jueves por la muerte a golpes de un hombre de Detroit a manos de la policía de Detroit oficiales”. Este problema era directamente relevante para el objetivo de la alcaldía de Young de mejorar las relaciones entre la población negra de Detroit y la policía y socavó gravemente gran parte del progreso por el que había trabajado tan incansablemente.
Sin lugar a dudas, la integración del departamento de policía fue uno de los mayores logros de Young para mejorar las relaciones raciales en la ciudad. Sus principales logros incluyeron la discriminación positiva en el departamento de policía, el desarrollo económico en toda la ciudad y el manejo exitoso de dos crisis fiscales. 
Young fue un firme defensor de los grandes proyectos de construcción de Detroit, como el Renaissance Center, el tren elevado Detroit People Mover, la planta de ensamblaje de General Motors Detroit / Hamtramck, el Detroit Receiving Hospital, la Chrysler Jefferson North Assembly Plant, Riverfront Condominiums, Millender Center Apartments, el complejo residencial y comercial Harbortown, los rascacielos 150 West Jefferson y One Detroit Center, así como la restauración del Fox Theatre.

## Vida personal
Young se casó y se divorció dos veces. Tuvo un hijo con Annivory Calvert, directora asistente ejecutiva de Obras Públicas, e inicialmente se le negó la paternidad hasta que las pruebas de ADN demostraron que él era el padre biológico del niño. Se desempeñó como senador estatal en el primer distrito del Senado de Míchigan y anteriormente fue representante estatal en el cuarto distrito de Míchigan, el mismo donde vivió como alcalde y se desempeñó como senador estatal.
Young era un francmasón de Prince Hall. Murió de enfisema en 1997. Al enterarse de la muerte de Young, el expresidente Jimmy Carter lo describió como "uno de los mayores alcaldes que ha conocido nuestro país".
El gobernador de Míchigan, el republicano John Engler, llamó al exalcalde demócrata "un hombre de palabra que estaba dispuesto a trabajar con cualquier persona, sin importar su partido o política, para ayudar a Detroit, la ciudad que amó y por la que luchó toda su vida".

## Evaluación

### Corrupción
El aliado político de Young, William L. Hart, se desempeñó durante 15 años como jefe de policía de Detroit antes de ser acusado y condenado por robar $ 1.3 millones de fondos encubiertos de la policía. Hart fue sentenciado a 10 años de prisión y se le ordenó devolver el dinero. El subjefe de policía Kenneth Weiner, también colaborador cercano de Young, fue acusado y condenado en un caso separado que involucraba fraude de inversiones y robo de 1,3 millones adicionales del mismo fondo. Young nunca fue acusado de ningún delito.

### Crimen
Aunque no hubo disturbios civiles tan serios como los disturbios raciales de 1863, 1943 y 1967 durante los mandatos de Young como alcalde, se le ha culpado de no haber podido detener el crimen en la ciudad. Varias bandas violentas controlaron el tráfico de drogas en la región en las décadas de 1970 y 1980. Las principales bandas criminales que se fundaron en Detroit y dominaron el tráfico de drogas en varios momentos incluyeron a The Errol Flynns (lado este), Nasty Flynns (más tarde NF Bangers) y Black Killers y los consorcios de drogas de la década de 1980 como Young Boys Inc., Pony Down, Best Friends, Black Mafia Family y los Chambers Brothers.
En 1965, nueve años antes de que Young fuera elegido alcalde, Detroit experimentó una trayectoria ascendente en su tasa de homicidios. En 1974, el año en que Young asumió el cargo, la tasa de homicidios en Detroit estaba ligeramente por encima de 50 homicidios por cada 100 000. Durante el resto de la década de 1970, la tasa de homicidios de Detroit tuvo una tendencia a la baja, por debajo de 40 homicidios por cada 100 000 en 1977 y 1979. En 1980, Detroit volvió a experimentar un fuerte aumento en su tasa de homicidios, en la que alcanzó un máximo de 63,5 homicidios por cada 100 000 en 1987. En 1994, el año en que Young se retiró del cargo, la tasa de homicidios fue de aproximadamente 54 homicidios por cada 100.000.

### Condiciones económicas
La administración de Young coincidió con algunos períodos de amplios desafíos sociales y económicos en Estados Unidos, Incluida la recesión y las crisis del petróleo de 1973 y de 1979, el declive de la industria automotriz de Estados Unidos y la pérdida de empleos en el sector manufacturero en el Medio Oeste hacia otras partes de Estados Unidos y el mundo. Detroit enfrentó una continua fuga blanca hacia los suburbios que comenzó en la década de 1950 y se aceleró después de los disturbios raciales de Detroit de 1967 y los continuos problemas de delincuencia y drogas en el centro de la ciudad. Era común que los oponentes de Young lo culparan por estos desarrollos, pero los defensores de Young respondieron que otros factores como la resistencia blanca a la eliminación de la segregación ordenada por la corte, el deterioro de las viviendas, las plantas industriales envejecidas y una industria automotriz en declive que conducen a una pérdida de oportunidades económicas dentro de Estados Unidos. todos contribuyeron al fenómeno. Al final de su último mandato, la población de Detroit había perdido cerca de la mitad de su población máxima de 1950, aunque una parte significativa de esa pérdida de población ocurrió antes de que Young fuera elegido alcalde.
Las condiciones económicas en Detroit en general tuvieron una tendencia lateral o descendente durante el período del mandato político del alcalde Young, con una tasa de desempleo que pasó de aproximadamente el 9 % en 1971 a aproximadamente el 11 % en 1993, cuando Young se jubiló. Sin embargo, la mayoría de las métricas económicas (desempleo, tasas de ingresos medianos y producto interno bruto de la ciudad) inicialmente cayeron drásticamente durante las recesiones económicas, alcanzando sus "puntos bajos" a fines de la década de 1980 y / o principios de la de 1990, con la tasa de desempleo en particular alcanzando un máximo de aproximadamente 20 % en 1982.
El propio Young explicó el impacto de los disturbios en su autobiografía:

### Departamento de Policía
El propio Young expresó su creencia de que la reforma del departamento de policía era uno de sus mayores logros. Implementó amplios programas de discriminación positiva que conducen a la integración racial y creó una red de municipios de vecindario y mini estaciones de policía. Young utilizó la relación establecida por la policía comunitaria para movilizar grandes patrullas civiles para abordar los incidentes de incendios provocados en la Noche del Diablo que asolaron la ciudad cada año. Estas patrullas han sido continuadas por administraciones sucesivas y han movilizado hasta 30 000 ciudadanos en un solo año en un esfuerzo por prevenir incendios estacionales.

## Legado
- Young está enterrado en el cementerio de Elmwood en Detroit.[34]
- El edificio de la ciudad-condado que alberga las oficinas de la ciudad de Detroit y el condado de Wayne pasó a llamarse Coleman A. Young Municipal Center en 1999.[35]
- Young elaboró el paquete de financiación para el Museo Charles H. Wright de Historia Afroamericana. Tiene un ala que lleva su nombre allí.
- El Aeropuerto de la Ciudad de Detroit, una instalación de aviación general que sirve a Detroit, ha pasado a llamarse Aeropuerto Internacional Coleman A. Young.
- En 1979, Young recibió el Premio del senador John Heinz al Mejor Servicio Público otorgado por un Funcionario Electo o Designado, un premio otorgado anualmente por los Premios Jefferson.[36]